# Експеримент Хафеле — Кітінга
Експериме́нт Ха́феле — Кі́тінга — один із тестів теорії відносності, у якому було виконано дві навколосвітні подорожі високоточних  атомних годинників — одна навколосвітня подорож здійснювалась у напрямку обертання Землі, а інша — у протилежному напрямку. Показники ходу годинників порівнювали між собою та з показниками годинника, який залишався непорушним у лабораторії. 
Експеримент безпосередньо продемонстрував реальність парадоксу близнят — передбаченого теорією відносності уповільнення часу для рухомих об'єктів, а також гравітаційне уповільнення часу.

## Опис експерименту

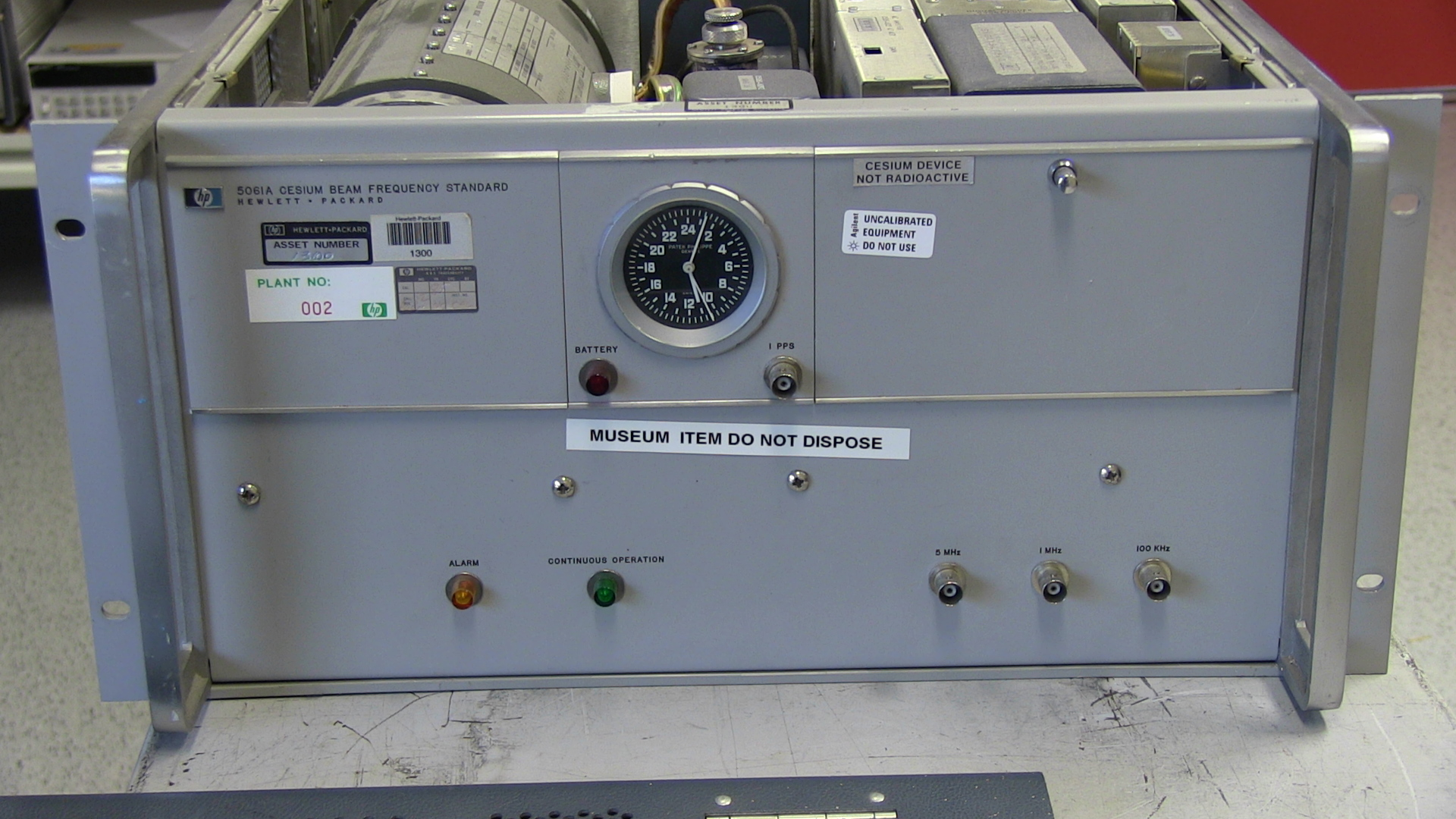
Один із комплектів цезієвого годинника HP 5061A Cesium Beam Frequency Standard, використаного в експерименті

У жовтні 1971 року Дж. Хафеле (J. C. Hafele) і Річард Кітінг (Richard E. Keating) із чотирма комплектами цезієвих атомних годинників двічі облетіли навколо світу: спочатку — у східному напрямку, потім — у західному. Після чого порівняли час на годинниках, що «подорожували», із часом такого самого годинника, що залишався у Військово-морській обсерваторії США (ВМО США). Перельоти виконували звичайними авіалайнерами регулярними авіарейсами.
Переліт у східному напрямку почато о 19:30 UTC 4 жовтня 1971 року і закінчено о 12:55 UTC 7 жовтня 1971 року (тривалість 65,42 год); маршрут ВМО США — Вашингтон — Лондон — Франкфурт — Стамбул — Бейрут — Тегеран — Нью-Делі — Бангкок — Гонконг — Токіо — Гонолулу — Лос-Анджелес — Даллас — Вашингтон — ВМО США. Середня швидкість відносно поверхні землі становила 243 м/с, середня висота над рівнем моря 8,90 км, середня широта за маршрутом 34° пн. ш.
У західному напрямку переліт почато о 19:40 UTC 13 жовтня 1971 року, закінчено через 80,33 год о 04:00 UTC 17 жовтня 1971 року. Маршрут: ВМО США — Вашингтон — Лос-Анджелес — Гонолулу — Гуам — Окінава — Тайбей — Гонконг — Бангкок — Бомбей — Тель-Авів — Афіни — Рим — Париж — Шаннон — Бостон — Вашингтон — ВМО США. У цьому напрямку середня швидкість становила 218 м/с, середня висота 9,36 км, середня широта по маршруту 31° пн. ш.
Навігаційну інформацію про параметри кожного перельоту надавали пілоти.
Під час перельотів виконувався моніторинг умов навколишнього середовища (температури, вологості й тиску повітря), а також вимірювалося магнітне поле. Надалі було продемонстровано, що зміна цих умов у лабораторії не впливає в межах похибок на хід застосованих в експерименті годинників. Було також перевірено, чи впливає на хід годинника відключення однієї з 4 використовуваних батарей (така втрата однієї з батарей сталася під час західного перельоту). 
Для комплекту годинника й батарей купували окремі квитки на два крісла (на ім'я Mr. Clock). Загальна ціна квитків для годинників і двох дослідників склала близько 7600 доларів, тому експеримент Хафеле — Кітінга виявився одним із найдешевших експериментів, виконаних для перевірки теорії відносності.

## Результати
Згідно зі спеціальною теорією відносності, швидкість ходу годинника найбільша для того спостерігача, для якого він перебуває в стані спокою. У системі відліку, в якій годинник рухається, він йде повільніше, і цей ефект пропорційний квадрату швидкості. У системі відліку, нерухомій відносно центра Землі, годинник на борту літака, який рухається в напрямку обертання Землі (на схід), йде повільніше (швидкість літака додається до обертової швидкості поверхні Землі vгодинника = RΩ + vлітака)), ніж годинник, який залишається на поверхні (vгодинника = RΩ), а годинник на борту літака, який рухається проти обертання Землі (в західному напрямку), йде швидше (швидкість літака віднімається від обертової швидкості поверхні Землі vгодинника = RΩ − vлітака).
Відповідно до загальної теорії відносності, має місце ще один ефект: зменшення гравітаційного потенціалу зі зростанням висоти прискорює хід годинника. Оскільки літаки в обох напрямках летіли приблизно на однаковій висоті (близько 9 км), цей ефект мало впливає на різницю ходу двох годинників, які «подорожували»; однак він викликає відхилення їх показників від показників годинника, який залишався на поверхні Землі.
Отримані результати опубліковано в журналі Science у 1972 році:
| Різниця показників годинників, що подорожували, із годинником, що залишався на місці, нс | Різниця показників годинників, що подорожували, із годинником, що залишався на місці, нс | Різниця показників годинників, що подорожували, із годинником, що залишався на місці, нс | Різниця показників годинників, що подорожували, із годинником, що залишався на місці, нс | Різниця показників годинників, що подорожували, із годинником, що залишався на місці, нс |
| При русі                                                                                 | Обчислена (передбачена)                                                                  | Обчислена (передбачена)                                                                  | Обчислена (передбачена)                                                                  | Фактично виміряна                                                                        |
| ---------------------------------------------------------------------------------------- | ---------------------------------------------------------------------------------------- | ---------------------------------------------------------------------------------------- | ---------------------------------------------------------------------------------------- | ---------------------------------------------------------------------------------------- |
| При русі                                                                                 | Гравітаційний внесок (ЗТВ)                                                               | Кінематичний внесок (СТВ)                                                                | Загальний внесок (ЗТВ + СТВ)                                                             | Фактично виміряна                                                                        |
| На схід                                                                                  | + 144 ± 14                                                                               | − 184 ± 18                                                                               | − 40 ± 23                                                                                | − 59 ± 10                                                                                |
| На захід                                                                                 | + 179 ± 18                                                                               | + 96 ± 10                                                                                | + 275 ± 21                                                                               | + 273 ± 7                                                                                |

Результати експерименту збігалися з передбаченнями теорії відносності, відзначено, що спостережувані додатні й від'ємні різниці ходу годинників з високою довірчою ймовірністю відрізняються від нуля.
Одне з примітних приблизних повторень оригінального експерименту відбулося в його 25-ту річницю, із використанням точніших атомних годинників, і результати перевірено з меншою похибкою. Ці релятивістські ефекти враховують для годинників глобальних супутникових систем позиціювання — американської GPS, російської ГЛОНАСС і європейської системи Галілео.

## Рівняння
Рівняння й ефекти, використані в описі експерименту: Повне відставання годинника:
{\displaystyle \tau =\Delta \tau _{v}+\Delta \tau _{g}+\Delta \tau _{s}.}
Спецрелятивістський внесок (швидкість):
{\displaystyle \Delta \tau _{v}=-{\frac {1}{2c^{2}}}\sum _{i=1}^{k}v_{i}^{2}\Delta T_{i}.}
Загальнорелятивістський внесок (гравітація):
{\displaystyle \Delta \tau _{g}={\frac {g}{c^{2}}}\sum _{i=1}^{k}(h_{i}-h_{0})\Delta T_{i}.}
Ефект Саньяка:
{\displaystyle \Delta \tau _{s}=-{\frac {\Omega }{c^{2}}}\sum _{i=1}^{k}R_{i}^{2}\cos ^{2}\varphi _{i}\Delta \lambda _{i}.}
Тут h — висота, v — швидкість відносно центра Землі, Ω — кутова швидкість Землі, а {\displaystyle \Delta T_{i}} і {\displaystyle \Delta \lambda _{i}} — тривалість i-ї ділянки польоту і зміна географічної довготи для неї; {\displaystyle R_{i}} — відстань від центра Землі на цій ділянці, {\displaystyle \varphi _{i}} — географічна широта; g — прискорення вільного падіння, c — швидкість світла. Ефекти підсумовуються протягом усього польоту, оскільки параметри з часом змінюються.